# Ichabod és Mr. Toad kalandjai
Az Ichabod és Mr. Toad kalandjai (eredeti cím: The Adventures of Ichabod and Mr. Toad) 1949-ben bemutatott amerikai rajzfilm, amely a 11. Disney-film. Az animációs játékfilm rendezői James Algar, Clyde Geronimi és Jack Kinney, producere Walt Disney. A forgatókönyvet Homer Brightman, Winston Hibler, Erdman Penner, Harry Reeves, Joe Rinaldi és Ted Sears írta, a zenéjét Oliver Wallace szerezte. A mozifilm a Walt Disney Productions gyártásában készült, az RKO Pictures forgalmazásában jelent meg. Műfaja fantasy horrorfilm.
Amerikában 1949. október 5-én mutatták be a mozikban.

## Szereplők
| Szereplő               | Eredeti hang    | Magyar hang (2009) | Magyar hang (2022) |
| ---------------------- | --------------- | ------------------ | ------------------ |
| Mesélő                 | Basil Rathbone  | Haás Vander Péter  | Dunai Tamás        |
| Varangy                | Eric Blore      | Lippai László      | Zöld Csaba         |
| Cyril paripa           | J. Pat O’Malley | Bolba Tamás        | Sánta László       |
| Rendőr                 | J. Pat O’Malley | Papucsek Vilmos    | N/A                |
| Vakond                 | Colin Campbell  | Elek Ferenc        | Kapácsy Miklós     |
| Vízipatkány            | Claud Allister  | Schnell Ádám       | Schnell Ádám       |
| Borz                   | Campbell Grant  | Epres Attila       | Forgács Gábor      |
| Bíró                   | Leslie Denison  | Szersén Gyula      | Kajtár Róbert      |
| Menyét #1              | Leslie Denison  | N/A                | N/A                |
| Ügyvéd                 | John McLeish    | Vass Gábor         | Bolla Róbert       |
| Menyét #2              | Edmond Stevens  | N/A                | N/A                |
| Mr. Winky              | Alec Harford    | Kassai Károly      | Szokol Péter       |
| Postás                 | N/A             | Fehér Péter        | N/A                |
| Börtönőr               | N/A             | Faragó András      | N/A                |
| Mozdonyvezető          | N/A             | Kapácsy Miklós     | N/A                |
| Szereplő               | Eredeti hang    | Magyar hang (2004) | Magyar hang (2022) |
| Ichabod Crane          | Pinto Colvig    | Forgács Péter      | Széles Tamás       |
| Mesélő                 | Bing Crosby     | Forgács Péter      | Széles Tamás       |
| Brom Bones             | Bing Crosby     | Forgács Péter      | Széles Tamás       |
| Temetkezési vállalkozó | Bing Crosby     | Dobránszky Zoltán  | Széles Tamás       |

## Betétdalok
| Magyar                | Magyar                    | Angol                 | Angol                       |
| Dal                   | Előadó                    | Dal                   | Előadó                      |
| --------------------- | ------------------------- | --------------------- | --------------------------- |
| Vigyori út során      | Lippai László Bolba Tamás | Merrily on Our Way    | Eric Blore J. Pat O’Malley  |
| Ichabod               | Forgács Péter Lánykórus   | Ichabod               | Bing Crosby The Rhythmaires |
| Katrina               | Forgács Péter Lánykórus   | Katrina               | Bing Crosby The Rhythmaires |
| Álmosvölgyi fejvadász | Forgács Péter Lánykórus   | The Headless Horseman | Bing Crosby The Rhythmaires |